# Pręgi
Pręgi è un film del 2004 diretto da Magdalena Piekorz.